# Броді Стівенс
Стівен Броуді (22 травня 1970 — 22 лютого 2019), більш відомий як Броді Стівенс — американський комік і актор. Знявся в серіалі Comedy Central серії «Броді Стівенс: Enjoy It!», був відомий виступами на «Chelsea Lately» та інших комедійних шоу, а також завдяки невеликим ролям у фільмах «Похмілля у Вегасі» і «Встигнути до».

## Біографія
Народився 22 травня 1970 року в Каліфорнії. Після того, як його батьки розлучилися, коли Стівенсу було вісім років, він жив з матір'ю і старшою сестрою в Долині. З дитинства мріяв займатись баскетболом, саме тому знехтував проханням мами, котра хотіла, аби він відвідував релігійну школу.
Броді Стівенс помер у п'ятницю, 22 лютого, у своєму розкішному маєтку в Лос-Анджелесі. За словами американських правоохоронців, актор повісився в одній з кімнат будівлі.

## Фільмографія
- «Похмілля у Вегасі» (2009)
- «Броді Стівенс: Насолоджуйся цим!»
- «Встигнути до»